# Kirby Battle Royale
Kirby Battle Royale es un videojuego de peleas de la serie Kirby. Desarrollado por HAL Laboratory y publicado por Nintendo, salió a la venta en la consola portátil Nintendo 3DS en Europa y Japón en noviembre de 2017, y en Norteamérica en enero de 2018.

## Juego
Kirby Battle Royale es un videojuego de lucha en una sala de fiestas que se juega principalmente desde una perspectiva de arriba hacia abajo. Los jugadores controlan al protagonista titular de la serie, Kirby, y deben luchar contra otras versiones de sí mismo en una arena. El juego cuenta con una campaña de historia para un solo jugador junto con un juego cooperativo y modos de batalla multijugador que están disponibles para jugar tanto localmente como en linea.

### Modos de juego
Hay un total de 10 modos de juego más el modo historia de "The Cake Royale".
- El Cake Royale: El rey Dedede organiza un torneo lleno de clones Kirby de color. Kirby lucha, jugando diferentes modos de juego a través de cinco "ligas".
- Battle Arena: El jugador debe derrotar a todos los oponentes y ser el último en pie.
- Apple Scramble: Los jugadores se dividen en dos equipos y deben recolectar y cosechar más manzanas que el oponente.
- Choque de monedas: Los jugadores deben recolectar la mayor cantidad de monedas en el límite de tiempo establecido mientras evitan un fantasma que drene monedas.
- Atacar a los Jinetes: Los jugadores deben recoger "fichas" golpeando a otros jugadores. Las máquinas aparecen a veces, y atacar mientras están en ellas hace que el jugador obtenga fichas extra.
- Teatro loco: Los jugadores deben despejar una cierta tarea antes que los oponentes, incluyendo tareas como "llevar manzanas X", "atacar a sus rivales", y "evitar la explosión [de la bomba]".
- Rocket Rumble: Los jugadores recogen cubos e intentan meterlos en sus naves. Cuantos más cubos, más alto va el cohete. Para ganar, el jugador debe volar más alto.
- Robo Bonkers: Los jugadores deben atacar una versión robótica de Bonkers. Para ganar, deben hacer el mayor daño posible.
- Slam Hockey: Los jugadores deben atacar un disco de hockey gigante y golpear a los oponentes para anotar.
- Ore Express: Los jugadores deben recoger mineral y lanzarlo en un tren que pasa. El jugador que recoja más mineral gana.
- Bola de la bandera: El jugador lanza una bola a su bandera para anotar, pero el equipo contrario puede llevar la bandera y atacar al jugador. El equipo que anota siete goles primero gana.

### Habilidades
Las habilidades que aparecen en el juego, por orden de enumeración, son Espada, Bomba, Escarabajo, Lanza, Cortador, Luchador, Ninja, Látigo, Sombrilla, Martillo, Doctor, Tornado y Hielo, así como Espejo y Sueño, que se introdujeron en una actualización gratuita para el juego. Además de las 15 habilidades básicas, hay otros 3 personajes jugables en el juego: Waddle Dee, Meta Knight y King Dedede. Los 3 personajes funcionan de forma similar a las habilidades Parasol, Espada y Martillo respectivamente (aunque con algunos movimientos únicos).
Antes del lanzamiento del juego, se realizó una encuesta de habilidad de copia. La gente podía votar por su habilidad favorita, y el ganador fue la habilidad Espejo. Una segunda encuesta se realizó en diciembre. 13 de las habilidades estaban disponibles en el lanzamiento inicial, Mirror se puso a disposición a través de una actualización de software gratuita en Europa y Japón, y Sleep se puso a disposición a través de otra actualización de software; los dos ganadores de la encuesta se han puesto a disposición en Norteamérica a través de una actualización de software gratuita también.

## Desarrollo y lanzamiento
Kirby Battle Royale fue desarrollado por HAL Laboratory y publicado por Nintendo. El juego fue anunciado en septiembre de 2017 durante una Nintendo Direct y forma parte de la celebración del 25º aniversario de Kirby.
El 19 de octubre de 2017 se lanzó una demo en Europa en la Nintendo eShop. La demo incluía tres modos de juego jugables y desbloquea el acceso al personaje Meta Knight en el juego completo a través de una transferencia de datos guardados. La demo se lanzó posteriormente el 4 de enero de 2018 en Norteamérica.
El juego se lanzó para la consola portátil Nintendo 3DS el 3 de noviembre de 2017 en Europa, el 30 de noviembre en Japón y el 19 de enero de 2018 en Norteamérica. Se vendieron 28.023 copias en su primera semana de ventas en Japón.

## Recepción
Kirby Battle Royale recibió críticas "mixtas o medias" de críticos profesionales según el sitio web de agregación de críticas Metacritic. Mientras que Famitsu le dio una puntuación positiva de 30 sobre 40.